# Lqliâa
Lqliâa (arabisch القليعة, DMG al-Qalīʿa, Zentralatlas-Tamazight ⵍⵇⵍⵉⵄⴰ) ist eine Stadt mit ca. 110.000 Einwohnern in der Präfektur Inezgane-Aït Melloul im Großraum von Agadir im Südwesten des Königreichs Marokko.

## Lage und Klima
Die Stadt Lqliâa liegt im Westen der Souss-Ebene etwa 24 km (Fahrtstrecke) südöstlich von Agadir in einer Höhe von ca. 55 m. Das vom nahen Atlantik mitbeeinflusste Klima ist meist trocken und warm; Regen (ca. 200 mm/Jahr) fällt nahezu ausschließlich in den Wintermonaten.

## Bevölkerung
| Jahr      | 1994  | 2004   | 2014   | 2024    |
| Einwohner | 8.339 | 38.220 | 83.235 | 107.133 |

Der rapide Bevölkerungsanstieg im ausgehenden 20. und beginnenden 21. Jahrhundert ist im Wesentlichen auf die Zuwanderung von Berberfamilien aus den vom Klimawandel stark betroffenen Bergregionen des Antiatlas zurückzuführen.

## Geschichte
Lqliâa war bis weit ins 20. Jahrhundert hinein nur eine kleine Landgemeinde (commune rural) mit etwa 2000 Einwohnern. Viele in den Bergregionen des Antiatlas ansässige Berber mussten ihre Heimatdörfer jedoch wegen der zunehmenden Trockenheit infolge der fortschreitenden globalen Erwärmung verlassen und siedelten sich im Großraum von Agadir an.

## Sehenswürdigkeiten
Die Stadt verfügt über keinerlei historische Sehenswürdigkeiten; sie ist jedoch gut geeignet für Ausflüge in die Bergdörfer des Antiatlas mit ihren Speicherburgen (z. B. Imchiguegueln, Guimst etc.) Der an der Atlantikküste befindliche Nationalpark Souss Massa ist nur wenige Kilometer entfernt.